# Chorakademie Dortmund
Die Chorakademie am Konzerthaus Dortmund e.V. ist mit fast 1000 Sängerinnen und Sängern seit ihrer Gründung im Jahre 2002 zu Europas größter Singschule gewachsen. Die 30 verschiedenen Ensembles sind in die fünf Fachbereiche Kinderchöre, Knabenchöre, Mädchenchöre, Jugendchöre und Erwachsenenchöre eingeteilt und bieten eine große Vielfalt von „Breitensport“ bis hin zum professionellen Gesang.
So sind die Chöre und Solisten der Chorakademie weit über Dortmund hinaus bekannt und oft auch erste Anlaufstelle für große Theater, Opern- und Konzerthäuser, wenn Chor- und Solopartien mit Kindern auf höchstem musikalischen Niveau zu besetzen sind. Die jungen Sängerinnen und Sänger ab 6 Jahren werden deutschlandweit und international zu Botschafterinnen und Botschaftern klassischer Musik, tragen ihre Freude am gemeinsamen Musizieren weiter und begeistern auch das persönliche Umfeld mit ihrem Engagement. Während der gemeinsamen musikalischen Arbeit treten außerdem soziale Barrieren in den Hintergrund, sodass das Singen als gemeinsames Ziel die Entwicklung von Teamfähigkeit, Motivation und Eigeninitiative fördert.

## Zielsetzung
Das Ziel der Chorakademie ist, dass der Chorgesang als ein intensives Hobby erlebt wird. Ermöglicht werden soll das durch eine vielseitige und intensive Ausbildung in professionellem Umfeld. In regelmäßiger Probenarbeit werden die zumeist jungen Menschen befähigt, sehr komplexe Chorliteratur zu erlernen und sie auf Konzerten zu präsentieren.

## Bereiche
Die Chorakademie gliedert sich in fünf Bereiche auf:
- Kinderchöre
- Knabenchöre
- Mädchenchöre (Opern-Kinderchor)
- Jugendchöre (Jugendkonzertchor, Stimmwechsler, Jugendmädchenchor, Jugendchor)
- Erwachsenenchöre (Collegium Musicum, Konzertchor Westfalica, Frauenkonzertchor)

## Leitung
Vorstand: Thomas Rustemeyer (Vorsitzender), Jan Boecker, Christoph Paga, Ludgera Stadtbäumer
Geschäftsführer: Stefan Quehl